# Geschiedenis van de Nederlandse Antillen
De Nederlandse Antillen werden aan het eind van de 15e eeuw voor het eerst bezocht door Alonso de Ojeda en in 1634 door de West-Indische Compagnie op de Spanjaarden veroverd. In de loop der tijden zijn de eilanden enige malen in handen geweest van andere Europese mogendheden en hebben zij - in wisselende samenstellingen - verschillende bestuursvormen gekend. Vanaf 1854 werd het gebied Curaçao en Onderhorigheden genoemd als kolonie onder het Koninkrijk der Nederlanden. 
Op 15 december 1954 kwam aan de koloniale status een eind toen het Statuut voor het Koninkrijk der Nederlanden na acht jaar onderhandelen ondertekend werd door Nederland, Suriname en de Nederlandse Antillen.
Op 25 november 1975 werd Suriname een onafhankelijke staat en bestond het Koninkrijk der Nederlanden uit Nederland en de Nederlandse Antillen.
Per 1 januari 1986 verwierf Aruba de status aparte. Dit hield in dat Aruba de status van Land binnen het Koninkrijk verkreeg. Tegelijk is afgesproken dat Aruba op 1 januari 1996 onafhankelijk zou worden. In 1994 is, op verzoek van Aruba, het vooruitzicht op onafhankelijkheid voor Aruba geschrapt.
Op 2 november 2006 is er een akkoord gesloten tussen Nederland, Curaçao en Sint Maarten, waarbij die eilanden een status aparte binnen het Koninkrijk krijgen vergelijkbaar met Aruba. Eerder waren al afspraken gemaakt waarbij Saba, Sint Eustatius en Bonaire Nederlandse gemeenten worden met een burgemeester, wethouders en een gemeenteraad. Nederlandse wetgeving zal daar in de plaats komen van de Antilliaanse. De mensen daar mogen stemmen voor de Tweede Kamer en het Europees Parlement. Curaçao en Sint Maarten behouden hun eigen wetgeving. Er komt een gemeenschappelijk hof van justitie voor Nederland, Curaçao en Sint Maarten. Nederland neemt de schulden van de Antillen (4 miljard gulden) over. In ruil daarvoor mogen de eilanden geen leningen meer afsluiten. Het was de intentie dat de Nederlandse Antillen als Land binnen het Koninkrijk aan het einde van 2008 zou worden ontbonden, uiteindelijk is dit op 10 oktober 2010 een feit.

## Staatkundige hervormingen binnen het Koninkrijk der Nederlanden
Op 10 oktober 2010 (10-10-10) werd het Koninkrijk der Nederlanden hervormd. De hervormingen hadden enkel betrekking op de eilanden in de Caribische Zee en niet op het Europese deel van Nederland. Belangrijkste verandering was dat het 'land' de Nederlandse Antillen werd opgeheven. De eilanden Curaçao en Sint-Maarten kregen zelf de status van land (dezelfde status als Aruba in 1986 verwierf). De kleinere eilanden Bonaire, Saba en Sint-Eustatius werden openbare lichamen (of bijzondere gemeenten) en vallen daarmee direct onder het land Nederland.